# Geraldo Ferraz (jornalista)

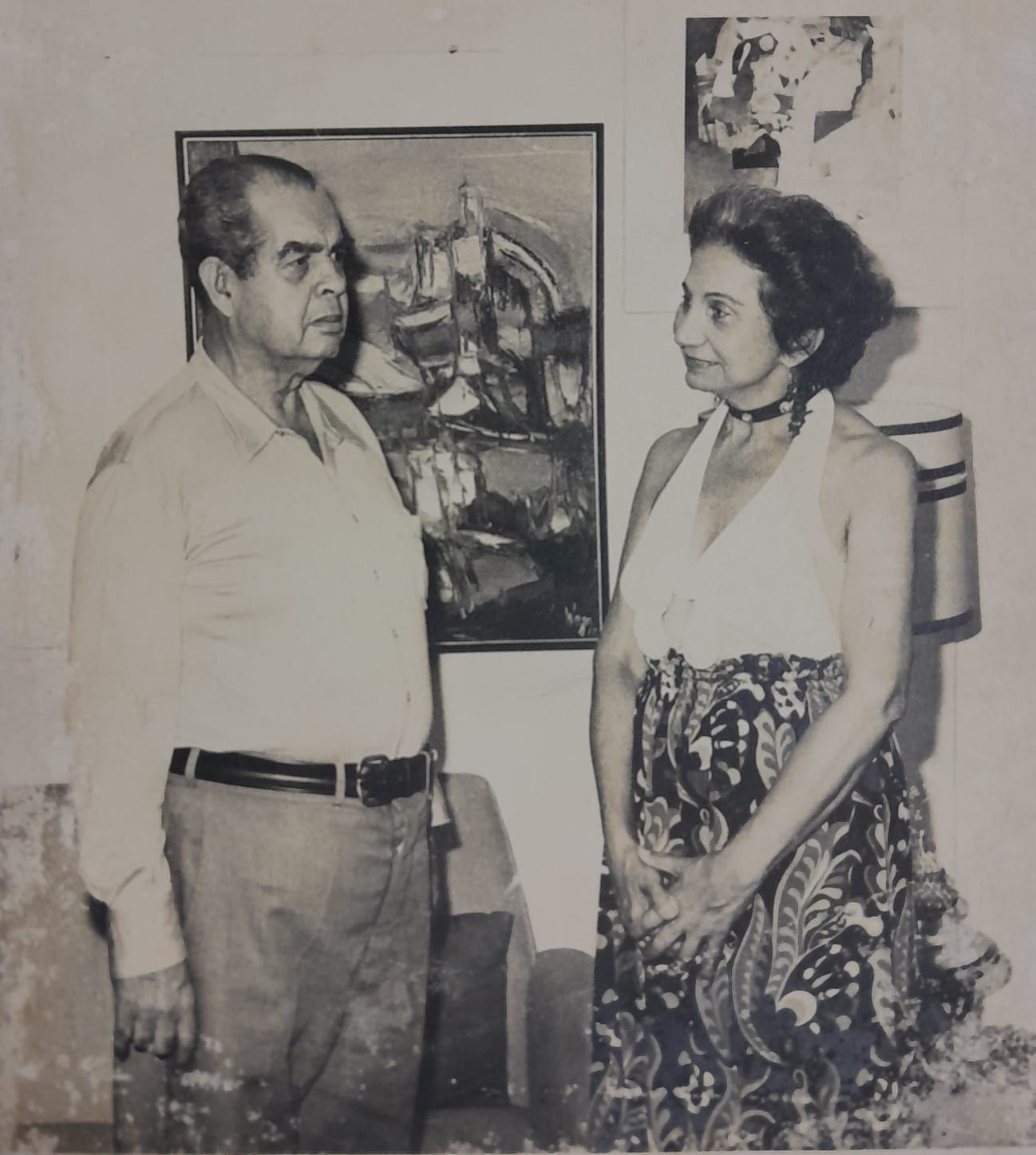
O casal Geraldo Ferraz e a pintora Wega Nery

Benedito Geraldo Ferraz Gonçalves, publicamente conhecido como Geraldo Ferraz (Campos Novos Paulista, 1905 — Santos, 15 de setembro de 1979), foi um escritor, jornalista e crítico literário brasileiro. Fez parte do movimento modernista junto com Oswald de Andrade e Raul Bopp, participando como secretário da Revista de Antropofagia em 1929. 
Publicou seu primeiro ensaio em 1927
Em 1933 fundou o jornal O Homem Livre e, juntamente com Mário Pedrosa, Patrícia Galvão, Hilcar Leite e Edmundo Moniz, participou do jornal a Vanguarda Socialista durante os anos de 1940-46, foi também fundador do Sindicato dos Jornalistas Profissionais do Estado de São Paulo . 
Casou-se em 1940 com Patrícia Rehder Galvão (Pagu) com quem teve um filho, Geraldo Galvão Ferraz. . Viveu com ela até 1962, ano em que Pagu morreu. Em 1963, conheceu a desenhista e pintora Wega Nery (1912-2007), sendo seu companheiro até sua morte, em 1979. Além de ser um dos incentivadores da pintora, também escreveu o livro "Wega Liberta em Arte", publicado em 1974, sobre a produção artística de Wega.   
Trabalhou nos jornais A Tribuna de Santos, O Estado de S. Paulo, Folha da Noite e Diário da Noite. Fundou e foi secretário do Correio da Tarde. 

## Adaptação ao cinema
Em 1978 teve seu romance Doramundo adaptado para o cinema numa premiada versão. Com direção de João Batista de Andrade, o filme mostra a mudança provocada na rotina e no comportamento dos habitantes de uma pequena cidade ferroviária do interior de São Paulo por uma sucessão de mortes estranhas. A Companhia que explora a estrada de ferro resolve intervir temendo a repercussão jornalística dos acontecimentos. O roteiro teve a versão inicial feita por Vladimir Herzog. 

## Obras
- A Famosa Revista - Romance 1945 (em colaboração com Patrícia Galvão). Ed. América
- Doramundo - Romance 1956. Capa e ilustrações Lívio Abramo. Centro de Estudo Fernando Pessoa de Santos
- Depois de Tudo- Biografia 1983. Paz e Terra
- O Empolgante Caso do Romance Policial. Abril Cultural
- Guernica Poema Vozes do Quadro de Picasso - Poesia. Editora: Massao Ohno, 1962.
- Km 63 - Conto - 1979
- Retrospectiva - Figuras Raízes e Problemas da Arte Contemporânea. Cultrix, 1975.
- Viva Pagu : Fotobiografia de Patrícia Galvão Lúcia Mª Teixeira Furlani & Geraldo Galvão Ferraz. Editora: Imesp,2010.
- Warchavchik e a introdução da nova arquitetura no Brasil: 1925 a 1940 Editora: Museu de Arte de São Paulo, 1965. Prefácio de P. M. Bardi
- Wega Liberta em Arte - (1954-1974). 1975, Ed São Paulo.
- 50 Xilogravuras Lasar Segall. Miranda, Murilo/ Ferraz, Geraldo/Drummond de Andrade. Ed. Record,1967